# Острый базофильный лейкоз
Острый базофильный лейкоз, предложенный к добавлению в классификацию FAB как M8, является редкой формой острого миелоидного лейкоза, при которой присутствие злокачественных миелобластных клеток сопровождается также присутствием аномальных, атипичных базофилов в разных стадиях дифференцировки. Без электронной микроскопии, способной подтвердить принадлежность злокачественных клеток к базофильному ростку, большинство случаев острого базофильного лейкоза с большой вероятностью будет классифицировано как M0.

## Диагностика
Острый базофильный лейкоз подразделяется на дифференцированный (в клетках злокачественного клона при обычной световой микроскопии видны базофильные гранулы) и низкодифференцированный. Большинство случаев острого базофильного лейкоза относится к низкодифференцированному подтипу. Клетки злокачественного клона отрицательны на миелопероксидазу при рассматривании в обычный световой микроскоп. Гранулы в клетках положительны на миелопероксидазу («пятнистый» паттерн) при рассматривании в электронный микроскоп. Клетки экспрессируют миелоидные антигены. Диагностика низкодифференцированных случаев требует электронной микроскопии. Клетки острого базофильного лейкоза низкодифференцированного типа могут давать видимые базофильные и тучноклеточные гранулы при электронной микроскопии. 

## Цитогенетика
Цитогенетически клетки острого базофильного лейкоза гетерогенны (то есть в разных случаях несут разные аномалии), но часто встречается ассоциация с так называемой "филадельфийской хромосомой".

## Клинические особенности
Клиническое течение и симптоматика острого базофильного лейкоза не отличаются от клинического течения и симптоматики других форм острого лейкоза. Однако острый базофильный лейкоз, при всей редкости этой формы лейкозов, может чаще, чем у взрослых, встречаться у детей и молодых людей, и ассоциируется с плохим прогнозом.